# Lepidosaphes contorta
Lepidosaphes contorta är en insektsart som beskrevs av Robert Malcolm Laing 1929. Lepidosaphes contorta ingår i släktet Lepidosaphes och familjen pansarsköldlöss. Inga underarter finns listade i Catalogue of Life.